# Alexander Sokovikov
Alexander Sokovikov (Moscú, 1975) es un actor ruso, conocido por interpretar a Alexy Moryakov en House of Cards (2015). Ha aparecido otros proyectos para la televisión como Madam Secretary (2015), Elementary (2012-2019), The Americans (2013-2018) y Extrapolations (2023).

## Filmografía
| Año       | Título                           | Rol             | Notas |
| --------- | -------------------------------- | --------------- | ----- |
| 2003      | Zachem tebe alibi                | Sasha           |       |
| 2015      | House of Cards                   | Alexi Moryakov  |       |
| 2015      | Madam Secretary                  | Hombre Ruso #1  |       |
| 2016      | Elementary                       | Maxim Zolotov   |       |
| 2016      | Netflix Presents: The Characters | Ruso #2         |       |
| 2017      | The Americans                    | Alexei Morovoz  |       |
| 2017      | The Only Living Boy in New York  | Conductor Taxi  |       |
| 2015-2017 | Quantico                         | Dimitri Ivanov  |       |
| 2018      | Staties                          | Yuri Kinbote    |       |
| 2019      | Succession                       | Anton           |       |
| 2020      | Brighton Beach                   | Misha           |       |
| 2021      | FBI: International               | Piotr Efremov   |       |
| 2022      | For All Mankind                  | Rolan Baranov   |       |
| 2023      | Extrapolations                   | Vadim           |       |
| 2023      | The Kill Room                    | Roman Rashnikov |       |